# 토르비에른 코른바크
토르비에른 얄레 코른바크(스웨덴어: Torbjörn Jarle Kornbakk, 1965년 5월 28일~)는 스웨덴의 은퇴한 레슬링 선수이다. 1992년 하계 올림픽에서 남자 그레코로만형 웰터급 동메달을 획득했으며 세계 선수권 대회에서 동메달 1개, 유럽 선수권 대회에서 금메달 2개, 은메달 1개, 동메달 2개를 획득했다.